# Octombrie 1989
Acest articol este generat integral pe baza informațiilor din articolul 1989 și este actualizat periodic de un robot.
 Editările făcute în articol vor fi șterse la următoarea actualizare! Dacă doriți să faceți modificări, editați articolul-sursă.

ianuarie -
februarie -
martie -
aprilie -
mai -
iunie -
iulie -
august -
septembrie -
octombrie -
noiembrie -
decembrie
Octombrie 1989 a fost a zecea lună a anului și a început într-o zi de duminică.

## Evenimente
- 9 octombrie: În Leipzig, Germania de Est, protestatarii cer reforme democratice și legalizarea grupurilor de opoziție.
- 22 octombrie: Alain Prost își câștigă al treilea titlu mondial în Formula 1.

## Nașteri
- 1 octombrie: Brie Larson, actriță și cântăreață americană
- 2 octombrie: Aymen Tahar, fotbalist algerian
- 2 octombrie: Sho Sasaki, fotbalist japonez
- 4 octombrie: Dakota Johnson (Dakota Mayi Johnson), fotomodel și actriță americană
- 6 octombrie: Lys Gomis, fotbalist senegalez (portar)
- 8 octombrie: Max Hartung, scrimer german
- 8 octombrie: Stijn Wuytens, fotbalist belgian
- 9 octombrie: Cătălin Straton (Cătălin George Straton), fotbalist român (portar)
- 11 octombrie: Zoran Nižić, fotbalist croat
- 12 octombrie: George Piștereanu, actor român
- 13 octombrie: Breno Borges (Breno Vinicius Rodrigues Borges), fotbalist brazilian
- 14 octombrie: Kengo Kawamata, fotbalist japonez (atacant)
- 15 octombrie: Anthony Joshua (Anthony Oluwafemi Olaseni Joshua), pugilist profesionist britanic
- 15 octombrie: Alina Vătu, handbalistă română
- 16 octombrie: Dorian Andronic, fotbalist român
- 17 octombrie: Horațiu Feșnic (Horațiu Mircea Feșnic), fotbalist și arbitru român
- 17 octombrie: Alexandru Mățel, fotbalist român
- 19 octombrie: Norbert Apjok, politician român
- 19 octombrie: Miroslav Stoch, fotbalist slovac
- 20 octombrie: Yanina Wickmayer, jucătoare belgiană de tenis
- 21 octombrie: May'n (Mei Nakabayashi), cântăreață japoneză
- 22 octombrie: Alexandra Bocancea, fotbalistă din R. Moldova (atacant)
- 23 octombrie: Andri Iarmolenko, fotbalist ucrainean (atacant)
- 24 octombrie: PewDiePie (n. Felix Arvid Ulf Kjellberg), Youtuber suedez
- 24 octombrie: Valentin Munteanu, fotbalist român
- 25 octombrie: Mia Wasikowska, actriță australiană
- 26 octombrie: Ionuț Neagu, fotbalist român
- 31 octombrie: Mirko Ivanovski, fotbalist macedonean
- 31 octombrie: Naiara Azevedo, cântăreață braziliană

## Decese
Bette Davis (n. Ruth Elizabeth Davis), 81 ani, actriță americană (n. 1908)
Paul Georgescu, 65 ani, critic literar, eseist, jurnalist, romancier și scriitor român (n. 1923)
Michał Rola-Żymierski, 99 ani, ofițer polonez (n. 1890)
Gerard Walschap (Jacob Lodewijk Gerard), 91 ani, scriitor belgian (n. 1898)
Charles John Pedersen, 85 ani, chimist american (n. 1904)
Kumeko Urabe, actriță japoneză (n. 1902)
Kateb Yacine, 60 ani, scriitor algerian (n. 1929)
Iulia Solnțeva, actriță și regizoare de film rusă (n. 1901)